# Andrei Corbea-Hoișie

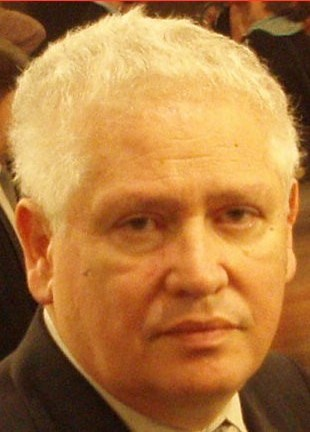
Andrei Hoișie (2016)

Andrei Corbea-Hoișie (* 15. Dezember 1951 in Iași) ist ein jüdisch-rumänischer Germanist, Romanist und Diplomat. Seit 1995 ist er Professor für Deutsche Literatur in Iași. Im April 2007 erhielt Andrei Corbea-Hoișie vom Nationalen Rat für das Studium der Archive der Securitate (CNSAS) das Urteil, ein Mitarbeiters der politischen Polizei gewesen zu sein, woraufhin er sein Amt als rumänischer Botschafter in Wien niederlegte. 

## Leben
Nach dem Abitur am Gymnasium C. Negruzzi (1970) studierte Corbea-Hoișie an der Universität Alexandru Ioan Cuza Iași Germanistik und Romanistik. Dort erlangte er 1974 das Deutschdiplom und 1979 das Geschichtsdiplom. Mit einer Doktorarbeit über Franz Kafka wurde er 1988 in Bukarest in Philologie promoviert. Wie kein anderer kennt er die multikulturelle Geschichte und (jüdische) Literaturgeschichte der Bukowina. So ragen in seinem großen Œuvre die Bücher über Paul Celan, Immanuel Weissglas und Deutschland Valeriu Marcu hervor. Besonders befasst hat er sich auch mit Ernst Jünger, Theodor Adorno und Max Frisch. Corbea-Hoișie war Associate Professor an der Universität Paris VIII, der Universität Siegen, der Universität Freiburg (Schweiz) und der  Universität Bukarest. Die Stiftung der École normale supérieure (Paris) verlieh ihm 1998/99 die Blaise-Pascal-Forschungsprofessur. Seit 2000 ist er Mitglied der Akademie gemeinnütziger Wissenschaften zu Erfurt. Die Universität Konstanz verlieh ihm 2004 den Dr. phil. h. c. Verheiratet ist er mit Magda Jeanrenaud. 
Im April 2007 erhielt er von Seiten des Nationalen Rats für das Studium der Archive der Securitate (rumänisch: Consiliul Național pentru Studierea Arhivelor Securității, CNSAS), des rumänischen Pendants der Gauckbehörde in Deutschland, einen Urteilsspruch, der dessen Kollaboration mit der Securitate bestätigte. Als Folge seiner IM-Tätigkeit genoss Corbea-Hoișie während des Ceaușescu-Regimes einen Sonderstatus, der ihm unter anderem zahlreiche Auslandsreisen erlaubte.
Unter dem Mitarbeiternamen „Horia“ bespitzelte er die intellektuelle Opposition in Jassy. Zu den Betroffenen gehörte auch der prominente Literaturkritiker und Regimegegner Dan Petrescu, an dessen vom Geheimdienst betriebener Diskreditierung Corbea-Hoișie beteiligt war: Man versuchte den unbequemen Liberalen Petrescu als Rechtsextremisten zu diffamieren. 
Als im April 2007 die Archivbehörde ihr einstimmiges Verdikt sprach, das ihn als Mitarbeiter der politischen Polizei benannte, widersprach er mit keinem Wort. Das Beweismaterial war erdrückend. Deswegen waren weder der Tagesspiegel noch die Frankfurter Rundschau dazu bereit, seine Entgegnung zu veröffentlichen. Ihre rumänische Version erschien 2008 in der Bukarester Kulturzeitschrift Observator cultural (Nr. 436, 14. August 2008). Seinen Posten als Botschafter Rumäniens in Wien, den er seit 2005 innehatte, musste er aufgeben. Zu seiner Nachfolgerin als Botschafterin in Wien wurde Silvia Davidoiu ernannt. 2008/09 hielt er dann eine dreisemestrige Gastprofessur an der Universität Wien. Als er im selben Jahr zur Sommerakademie des Rumänischen Kulturinstituts in Berlin eingeladen wurde, protestierten die Schriftsteller Herta Müller und Richard Wagner, weil er für den rumänischen Sicherheitsdienst Securitate gearbeitet hatte. 2016 veröffentlichte der Südkurier Hoișies Stellungnahme zu den Vorwürfen.
2020 wurde er zum Mitglied der Academia Europaea gewählt.

## Preise
- Johann-Gottfried-von-Herder-Preis (Wien 1998)
- Jacob-und-Wilhelm-Grimm-Preis (DAAD) (Bonn 2000)

## Veröffentlichungen
- mit Octavian Nicolae: J. W. Goethe, 1832–1982 : contribuții ale germanisticii ieșene. Iași 1982.
- Interferenţe culturale româno-germane. Iași 1986.
- mit Michael Astner (Hrsg.): Kulturlandschaft Bukowina. Studien zur deutschsprachigen Literatur des Buchenlandes nach 1918. Iaşi 1990.
- Czernowitz. Frankfurt am Main 1998.
- Hrsg.: Paul Celan: Biographie und Interpretation - Biographie et interprétation. Konstanz 2000.
- „Ein Kopf ist mehr als vierhundert Kehlköpfe“ – Marcu, Valeriu.  Konstanz 2002.
- Czernowitzer Geschichten. Über eine städtische Kultur in Mittelosteuropa. Böhlau, Wien 2003. ISBN 978-3205770343.
- Historisches Erbe – Kapital für die Zukunft? Deutsche Spuren in Rumänien. Potsdam 2003, ISBN 978-3936168105.
- Umbruch im östlichen Europa. Innsbruck 2004.
- Leben für andere. Konstanz 2004.
- La Bucovine. Éléments d’histoire politique et culturelle. Institut d’Études Slaves, Paris 2004.
- Czernowitz bei Sadagora. Iași 2006.
- Politik, Presse und Literatur in Czernowitz 1890–1940. Kulturgeschichtliche und imagologische Studien. Stauffenburg, Tübingen 2013. ISBN  978-3860574980.
- Deutschsprachige Öffentlichkeit und Presse in Mittelost- und Südosteuropa (1848–1948). Iași 2008.
- mit Harald Haslmayr (Hrsg.): Pluralität als kulturelle Lebensform. Österreich und die Nationalkulturen Südosteuropas, Lit, Berlin / Münster / Wien / Zürich / London 2013, ISBN 978-3-643-50546-0.
- mit Christina Spinei: Gregor von Rezzori : auf der Suche nach einer größeren Heimat : Studien und Materialien. Jassyer Beiträge zur Germanistik 17 (2013).